# Kílix de Apolo

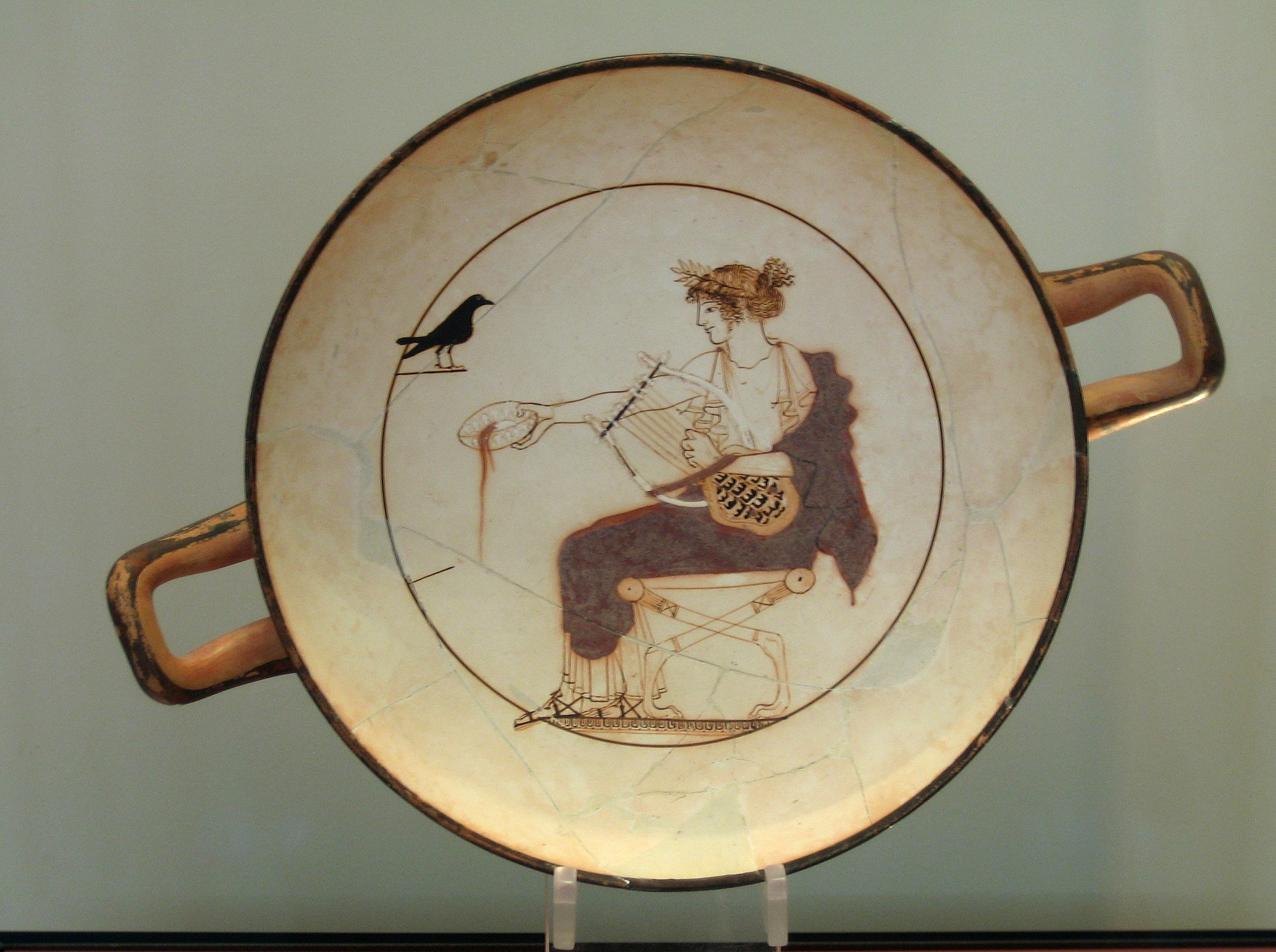
Kílix de Apolo.

El Kílix de Apolo es un antiguo  kílix griego elaborado a principios del período clásico, alrededor del 480-470 a. C. Su decoración pintada representa la técnica de fondo blanco y representa a Apolo y un cuervo. Se exhibe actualmente en el Museo Arqueológico de Delfos (n.º inv. 8140).
El diámetro es de aproximadamente 17,8 cm y la altura de aproximadamente 7,9 cm. Se desconoce su autor o pintor. Entre los pintores sugeridos se encuentran el Pintor de Berlín, Pintor de Pistóxeno, Eufronio y Onésimo. La copa fue encontrada en una tumba en Delfos, que se cree que es la sepultura de un sacerdote. Se ha roto y restaurado parcialmente para que parezca prácticamente intacto.
La pintura del tondo del kílix representa a Apolo sentado sirviendo vino tinto de una fíala con la mano derecha. En la izquierda sostiene una cítara o lira de siete cuerdas hecha de carey. El dios viste un quitón blanco y un himatión rojo. Lleva una corona de hojas de mirto en la cabeza y sandalias en los pies.
El sacrificio está acompañado por un cuervo negro. Se ha sugerido que se incluye porque simboliza poderes proféticos. Alternativamente, podría referirse al mito de Coronis ("Cuervo"), hija del rey Flegias, amada de Apolo.